# L&L
L&L夏威夷風味烤肉（L&L Hawaiian Barbecue，簡稱L&L）是起源於美國夏威夷檀香山的特許經營餐廳連鎖店，主要售賣夏威夷式盒飯式午餐（plate lunch）。截至2016年3月，L&L共有187間分店，分布美國夏威夷州、阿拉斯加州、亞利桑那州、科羅拉多州、內華達州、紐約州、俄勒岡州、德克薩斯州、猶他州、華盛頓州等州份，以至全球日本、印度尼西亞、馬來西亞、菲律賓等地。

## 外部連結
- 官方網站 （页面存档备份，存于）